# Eriostepta bacchans
Eriostepta bacchans är en fjärilsart som beskrevs av William Schaus 1905. Eriostepta bacchans ingår i släktet Eriostepta och familjen björnspinnare. Inga underarter finns listade i Catalogue of Life.